# The Dukes of Hazzard

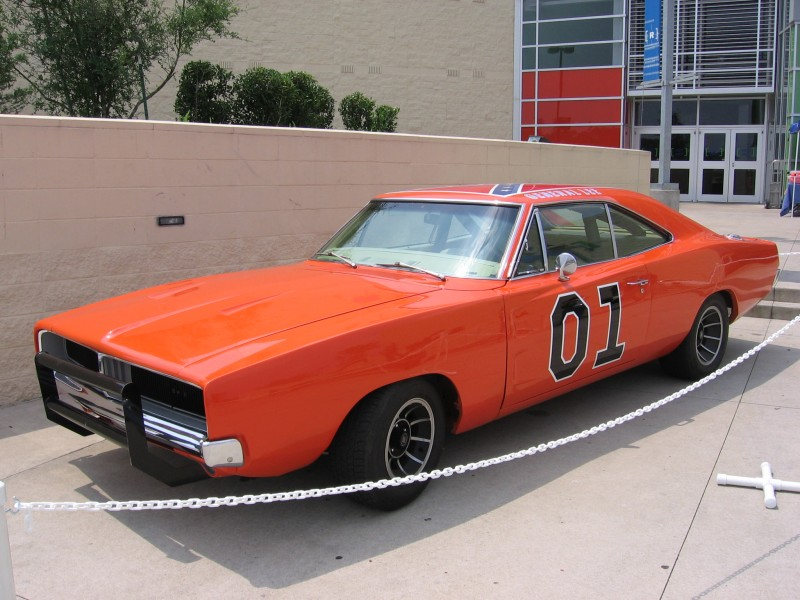
General Lee

The Dukes of Hazzard är en amerikansk TV-serie som sändes på det amerikanska tv-nätverket CBS från 26 januari 1979 till 8 februari 1985 med John Schneider, Tom Wopat, med flera i huvudrollerna. Under tidigt 1980-tal var den en av världens mest populära tv-program. The Dukes of Hazzard var inspirerad av filmen Moonrunners från 1975, och är liksom denna baserad på spritsmugglaren Jerry Rushings liv och hans historier. I serien har bilen General Lee en framträdande roll.

## Handling
Tv-serien The Dukes of Hazzard handlar om Bo och Luke Duke, två kusiner som bor i Hazzard County, där de ständigt är på undanflykt i sin modifierade 1969 Dodge Charger The General Lee, från County Hazzards korrumperade politiker Boss Hogg och den skrupelfria sheriffen Rosco P. Coltrane. 
Eftersom Bo och Luke hade blivit villkorligt frigivna, efter att ha blivit gripna när de transporterat hembränt illegalt, var både Boss Hogg och Rosco ute efter att sätta dit dem. Uncle Jesse transporterade vanligtvis spriten, men efter att han blivit sjuk fick Bo och Luke ta hans plats, men åkte fast. Jesse lovade då att sluta med hembränningen om Bo och Luke i utbyte fick villkorlig frigivning istället för fängelse, och så blev det. Som resultat fick Bo och Luke inte längre bära skjutvapen (i stället använde de pilbågar eller dynamit) eller lämna Hazzard County (även om de exakta detaljerna kring deras villkorliga frigivning varierade från avsnitt till avsnitt; ibland fick de inte vistas utanför gränserna till Hazzard County, vid andra tillfällen kunde de lämna Hazzard så länge de var tillbaka inom en viss tid). 
Den korrumperade politikern Boss Hogg, som antingen ägde eller var inblandad i precis allting i Hazzard County, var alltid arg på familjen Duke, speciellt Bo och Luke, för att de ständigt sabbade hans skumma affärer, och letade därför alltid efter ett sätt att sätta dem i fängelse så han någon gång skulle lyckas. De flesta avsnitten handlar om hur Boss Hogg smider planer, men som alltid går i stöpet på grund av Bo och Luke. Några av Hoggs planer var att ”bli-rik-snabbt”, och andra planer han hade var att ta över familjen Dukes gård, vilken Boss Hogg länge hade velat komma över av olika anledningar. Andra gånger lejde Hogg kriminella personer för att göra skitjobben åt honom, och försökte att sätta dit Bo och Luke för olika brott, till exempel bankrån (vilket skulle betyda att de åkte i fängelse och Boss kunde beslagta deras gård). Det var upp till Bo och Luke att sätta stopp för brotten och sätta dit brottslingarna.

## Rollista i urval

### Huvudroller
| Tom Wopat         | – Luke Duke                 |
| John Schneider    | – Bo Duke                   |
| Catherine Bach    | – Daisy Duke                |
| Denver Pyle       | – Jesse Duke                |
| James Best        | – Sheriff Rosco P. Coltrane |
| Sorrell Booke     | – Boss Hogg                 |
| Ben Jones         | – Cooter Davenport          |
| Sonny Shroyer     | – Enos Strater              |
| Rick Hurst        | – Cletus Hogg               |
| Byron Cherry      | – Coy Duke                  |
| Christopher Mayer | – Vance Duke                |
| Waylon Jennings   | – The Balladeer             |

### Återkommande roller
- Peggy Rea – Lulu Coltrane Hogg
- Lindsay Bloom – Myrtle / Mabel Tillingham
- Ernie Lively – Longstreet B. Davenport
- Jeff Altman – Hughie Hogg
- Roger Torrey – Wayne / Norris
- Pat Studstill – Floyd / Barclay
- Charlie Dell – Emery Potter
- Patrick Cranshaw – Dr. Henry "Doc" Petticord
- Nedra Volz – Miz (Emma) Tisdale
- Don Pedro Colley – sheriff Edward Thomas "Big Ed" Little
- John Wheeler – Mr. Rhuebottom
- Elmore Vincent / Parley Baer – Dr. "Doc" Appleby
- Ritchie Montgomery – Elton Loggins